# Denham Island (ö i Australien, Queensland, lat -14,23, long 144,27)
Denham Island är en ö i Australien. Den ligger i delstaten Queensland, omkring 1 700 kilometer nordväst om delstatshuvudstaden Brisbane. Arean är 4,4 kvadratkilometer. Den sträcker sig 2,4 kilometer i nord-sydlig riktning, och 3,8 kilometer i öst-västlig riktning.
Savannklimat råder i trakten. Genomsnittlig årsnederbörd är 1 226 millimeter. Den regnigaste månaden är mars, med i genomsnitt 387 mm nederbörd, och den torraste är augusti, med 1 mm nederbörd.